# 君が思い出になる前に
「君が思い出になる前に」（きみがおもいでになるまえに）は、日本のロックバンド・スピッツの楽曲。1993年10月25日にポリドールより通算7作目のシングルとして発売。

## 概要
4thアルバム『Crispy!』からのリカットシングル。同年にテレビ東京で放送されていた情報番組『もっと素敵に!』のテーマソングに起用、スピッツ初のオリコンチャート入りを果たし、また、翌年の1月にこの曲で『ミュージックステーション』に初出演した。
1997年には味の素ギフトのCMソングに起用され、再チャート入りも果たす。 スピッツのシングルで初めてのスマッシュヒットとなった。累計売上は12.3万枚。
同アルバムからの先行シングルとなった「裸のままで」と同様に、メロディー、歌詞、タイトルにおいて売れ線を狙って作られた曲。曲名は吉田拓郎の1972年のアルバム『元気です。』に収録された「春だったね」の歌いだしを借用したもの。
8cmシングルのジャケットは2種類存在する。オリジナル版と、97年に味の素ギフトのCMソングに起用されたのをきっかけに、この時期に新たにプレスされたもの。再プレス版は、Central67によるデザインで、中のデザインがオリジナル版のサッカーコートのイラストではなく、アルバムのディスコグラフィー（インディゴ地平線まで）を大きく載せ、下には新しいイラストが載せてある（CDトレイも白から透明）。表面のデザインはオリジナル版と同じだが、97年4月の消費税率引き上げにより定価の表記が930円から948円となっている。

## 収録曲
1. 君が思い出になる前に（作詞、作曲／草野正宗　編曲／笹路正徳&スピッツ）
収録アルバム：『Crispy!』、『RECYCLE Greatest Hits of SPITZ』、『CYCLE HIT 1991-1997 Spitz Complete Single Collection』
2. 夏が終わる（作詞、作曲／草野正宗　編曲／笹路正徳&スピッツ）
収録アルバム：『Crispy!』

## 演奏
- 草野マサムネ: Vocals, Acoustic Guitars
- 三輪テツヤ: Guitars, Electric Sitar
- 田村明浩: Bass Guitar
- 﨑山龍男 : Drums, Percussion

君が思い出になる前に
- 笹路正徳: Acoustic Piano, Synthesizer

夏が終わる
- 笹路正徳: Keyboards, Vibraphone
- 数原晋、林研一郎、河東伸夫：Trumpet, Flugel Horn
- 中川英二郎、清岡太郎、岡田澄雄：Trombone
- 篠崎正嗣ストリングス：Strings
- 藤井理央： Programming

## カバー
- ネーネーズ （1997年のシングル、2002年のアルバム『サウダージ・オキナワ』収録、2008年のオムニバスアルバム『琉球的哀華II』収録）
- AMADORI （2007年、カバーアルバム『Bittersweets』収録）
- おのまきこ（花*花/音光明媚） （2009年、カバーアルバム『origin』収録）
- 島谷ひとみ （2010年、カバーアルバム『男歌II〜20世紀ノスタルジア〜』収録）
- カサリンチュ （2011年、シングル『やめられない とまれない／High High High』収録）
- rieco （2013年、シングル『信じて』収録）
- Ms.OOJA （2013年、カバーアルバム『MAN -Love Song Covers 2-』収録）
- 三浦透子（2017年、カバーアルバム『かくしてわたしは、透明からはじめることにした』収録）